# Louise Fazenda
Pour les articles homonymes, voir Fazenda (homonymie).

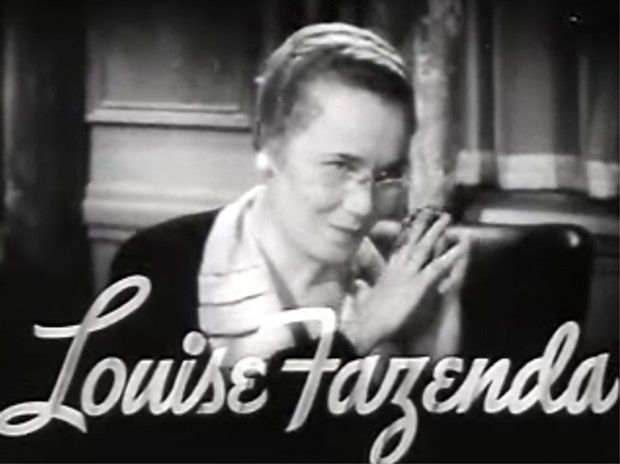
Louise Fazenda en 1935 dans Broadway Gondolier

Louise Fazenda est une actrice américaine (17 juin 1895 - 17 avril 1962) qui fut une des stars des comédies de Mack Sennett.

## Biographie
Elle avait débuté au cinéma à l'âge de 14 ans après s'être produit dans des productions de vaudeville. Son habileté à grimacer et son sens aigu du pantomime fit d'elle une vedette et la principale star de films comme Gold Diggers, The Mad Parade, No, No, Nanette et Rain or Shine. Elle épousa le producteur et réalisateur Hal Wallis en 1927 ; tentée de se retirer à ce moment, elle poursuivit néanmoins sa carrière jusqu'en 1939. Parmi ses meilleurs films, on recense Tillie's Punctured Romance (1927) ; Alice in Wonderland (1933) ; Wonder Bar (1934) ; The Winning Ticket (1935) ; Ready, Willing and Able (1937) ; Swing Your Lady (1938) ; La Vieille Fille (The Old maid) et Down on the Farm (tous deux en 1939).
Elle possède également son étoile sur le Walk Of Fame.

## Filmographie

### Années 1910
- 1913 : The Romance of the Utah Pioneers
- 1913 : Poor Jake's Demise : Servante
- 1913 : Thou Shalt Not Rubber
- 1913 : The Cheese Special
- 1913 : Mike and Jake Go Fishing
- 1913 : Love and Limburger
- 1913 : Mike and Jake Among the Cannibals
- 1913 : Mike and Jake at College
- 1913 : Almost an Actress d'Allen Curtis : Susie
- 1913 : Mike and Jake at the Beach
- 1913 : Mike and Jake in the Oil Fields, or The Stinger Stung : Louise
- 1913 : Hilda of the Mountains
- 1913 : Lazy Louis
- 1913 : When Joe Went West
- 1913 : Mike and Jake in the Wild, Wild West
- 1913 : Mike and Jake in Mexico
- 1913 : The Joy Riders
- 1913 : Mike and Jake as Heroes
- 1913 : For Art and Love
- 1913 : Mike and Jake as Pugilists
- 1913 : She Should Worry
- 1913 : Mike and Jake in Society
- 1914 : Mike and Jake Live Close to Nature
- 1914 : Some Nightmare
- 1914 : Saving the Child
- 1914 : The Mystery of a Taxicab
- 1914 : Mike and Jake Join the Army
- 1914 : Heaven Will Protect the Working Girl
- 1914 : A Freak Temperance Wave
- 1914 : In the Year 2014
- 1914 : Love and Politics
- 1914 : The Midnight Alarm
- 1914 : The Chicken Chasers
- 1914 : The Tender Hearted Sheriff
- 1914 : A Mexico Mix
- 1914 : Mike and Jake Go in for Matrimony
- 1914 : The Headwaiter
- 1914 : Schultz the Paperhanger
- 1914 : Mike and Jake in the Clutch of Circumstances
- 1914 : The Sharps Want a Flat
- 1914 : The Bucket Sharpers
- 1914 : Schultz the Barber
- 1914 : Their First Anniversary
- 1914 : Mike Searches for His Long-Lost Brother
- 1914 : The Fatal Letter
- 1914 : Love and Electricity
- 1914 : Captain Kid's Priceless Treasure
- 1914 : Love, Roses and Trousers
- 1914 : His Wife's Family
- 1914 : The Polo Champions
- 1914 : Wifies' Busy Day
- 1914 : That's Fair Enough
- 1914 : What Happened to Schultz?
- 1914 : The Diamond Nippers
- 1914 : Well! Well!
- 1914 : Oh! What's the Use?
- 1914 : Jam and Jealousy
- 1914 : Love and Graft
- 1914 : The New Butler
- 1914 : In the Clutches of the Villain
- 1914 : The Baseball Fans of Fanville
- 1914 : Cruel, Cruel World!
- 1914 : Across the Court
- 1914 : When Their Wives Joined the Regiment
- 1914 : The De-feet of Father
- 1914 : Battle of the Nations
- 1914 : He Married Her Anyhow
- 1914 : A Dream of a Painting
- 1914 : Love Disguised
- 1914 : Lizzie's Fortune : Lizzie
- 1914 : Only a Farmer's Daughter
- 1914 : His Doctor's Orders
- 1915 : Stark Mad
- 1915 : A Rascal's Foolish Way
- 1915 : Hubby's Cure
- 1915 : Hogan's Mussy Job
- 1915 : Hogan, the Porter
- 1915 : The Blank Note
- 1915 : Won with Dynamite
- 1915 : Hogan's Romance Upset (en) de Charles Avery
- 1915 : Le Sous-marin pirate (A Submarine Pirate) de Charles Avery et Syd Chaplin
- 1915 : Willful Ambrose : Ma
- 1915 : The Water Cure
- 1915 : Beating Hearts and Carpets
- 1915 : Ambrose's Little Hatchet
- 1915 : Raindrops and Girls
- 1915 : Ambrose's Fury
- 1915 : Ambrose's Lofty Perch
- 1915 : The Butler's Busted Romance
- 1915 : Ambrose's Nasty Temper : Propriétaire
- 1915 : A Bear Affair
- 1915 : A Versatile Villain : fille de Harry
- 1915 : Crossed Love and Swords
- 1915 : Merely a Married Man
- 1915 : A Hash House Fraud : La caissière
- 1915 : Fatty teinturier (Fatty's Tintype Tangle) : femme d'Edgar
- 1915 : When Ambrose Dared Walrus
- 1915 : A Game Old Knight
- 1915 : The Great Vacuum Robbery (it)
- 1916 : The Feathered Nest
- 1916 : A Movie Star
- 1916 : His Hereafter
- 1916 : The Marble Heart
- 1916 : The Judge
- 1916 : A Love Riot
- 1916 : A Bath House Blunder de Dell Henderson
- 1916 : Her Marble Heart
- 1916 : Pills of Peril
- 1916 : Maid Mad
- 1916 : Bombs!
- 1917 : Maggie's First False Step
- 1917 : Her Fame and Shame
- 1917 : The Betrayal of Maggie
- 1917 : Her Torpedoed Love : La servante
- 1917 : Lost: A Cook
- 1917 : His Precious Life
- 1917 : Les Déboires de Philomène (Are Waitresses Safe?) de Hampton Del Ruth et Victor Heerman
- 1918 : The Summer Girls
- 1918 : The Kitchen Lady
- 1918 : Those Athletic Girls
- 1918 : Her Screen Idol
- 1918 : Her First Mistake
- 1918 : The Village Chestnut
- 1919 : The Foolish Age
- 1919 : Never Too Old
- 1919 : The Village Smithy
- 1919 : Why Beaches Are Popular
- 1919 : Hearts and Flowers
- 1919 : Treating 'Em Rough
- 1919 : Back to the Kitchen
- 1919 : Salome vs. Shenandoah
- 1919 : Bullin' the Bullsheviki
- 1919 : Rip & Stitch: Tailors

### Années 1920
- 1920 : The Star Boarder
- 1920 : The Gingham Girl
- 1920 : Un mariage mouvementé (Down on the Farm), de Ray Grey, Erle C. Kenton et F. Richard Jones
- 1920 : Let 'er Go
- 1920 : Married Life
- 1920 : You Wouldn't Believe It
- 1920 : The Quack Doctor
- 1920 : It's a Boy
- 1920 : My Goodness
- 1920 : Bungalow Troubles
- 1921 : L'Idole du village (A Small Town Idol) de Erle C. Kenton et Mack Sennett
- 1921 : Wedding Bells Out of Tune
- 1921 : Made in the Kitchen
- 1921 : Astray from the Steerage
- 1921 : The Love Egg
- 1921 : Country Chickens
- 1921 : A Rural Cinderella
- 1922 : The Beauty Shop : Cremo Panatella
- 1922 : Home Made Movies
- 1922 : Bow Wow
- 1922 : Le Bac tragique (Quincy Adams Sawyer) de Clarence G. Badger : Mandy Skinner
- 1922 : La Bourrasque (The Beautiful and Damned) de William A. Seiter
- 1923 : Fog : Millie Richards
- 1923 : Pest of the Storm Country
- 1923 : L'Araignée et la Rose (The Spider and the Rose) de John McDermott : Dolores
- 1923 : La Rue des vipères (Main Street) de Harry Beaumont : Bea Sorenson
- 1923 : Cold Chills
- 1923 : La Brebis égarée (The Spoilers) de Lambert Hillyer : Tilly Nelson
- 1923 : Un nouveau Napoléon (Tea: With a Kick!) de Erle C. Kenton : Birdie Puddleford
- 1923 : The Gold Diggers : Mabel Munroe
- 1923 : The Wanters : Mary
- 1923 : The Old Fool : Dolores Murphy
- 1924 : The Dramatic Life of Abraham Lincoln : Sally
- 1924 : The Galloping Fish : Undine
- 1924 : Silence sacré (True As Steel) de Rupert Hughes : Miss Leeds
- 1924 : Listen Lester : Arbutus Quilty
- 1924 : Dizzy Daisy
- 1924 : Being Respectable : Deborah Carpenter
- 1924 : O sole mio (This Woman) de Phil Rosen : Rose
- 1924 : Quelle nuit ! (What a Night!) de  Albert Edward Sutherland
- 1924 : Le Phare qui s'éteint (The Lighthouse by the Sea) de Malcolm St. Clair : Flora Gale
- 1925 : Cheaper to Marry : Flora
- 1925 : The Price of Pleasure : Stella Kelly
- 1925 : Déclassé (Déclassée) de Robert G. Vignola : Mrs. Walton
- 1925 : A Broadway Butterfly : Cookie Dale
- 1925 : Raymond ne veut plus de femmes (The Night Club) de Paul Iribe et Frank Urson : Carmen
- 1925 : Hello Goodbye
- 1925 : Grounds for Divorce : Marianne
- 1925 : The Love Hour : Jenny Tibbs
- 1925 : Compromise : Hilda
- 1925 : Bobbed Hair : Sweetie
- 1925 : Hogan's Alley : Dolly
- 1926 : L'Oiseau de nuit (The Bat) de Roland West : Lizzie Allen
- 1926 : Une riche veuve (Footloose Widows) de Roy Del Ruth : Flo
- 1926 : Vagabond malgré elle (Miss Nobody), de Lambert Hillyer : Mazie Raleigh
- 1926 : The Passionate Quest : Madame Mathilde
- 1926 : Les Dieux de bronze (Tin Gods)
- 1926 : Millionaires : Reba
- 1926 : The Old Soak : Annie
- 1926 : Sultane (The Lady of the Harem) de Raoul Walsh : Yasmin
- 1926 : Ladies at Play : Tante Katherine
- 1927 : Finger Prints : Dora Traynor
- 1927 : The Red Mill : Gretchen
- 1927 : The Gay Old Bird : Sisseretta Simpkins
- 1927 : Babe Comes Home
- 1927 : Si nos maris s'amusent (Cradle Snatchers) de Howard Hawks
- 1927 : Simple Sis : Sis
- 1927 : A Sailor's Sweetheart : Cynthia Botts
- 1927 : A Texas Steer : Mrs. Ma Brander
- 1927 : Ham and Eggs at the Front : Cally Brown
- 1928 : Tillie's Punctured Romance : Tillie
- 1928 : Le torchon brûle (en) (Domestic Troubles) de Ray Enright : Lola
- 1928 : Pay as You Enter : Mary Smith
- 1928 : Vamping Venus : Maggie Cassidy / Circe
- 1928 : Five and Ten Cent Annie : Annie
- 1928 : Heart to Heart : Aunt Katie Boyd
- 1928 : The Terror : Mrs. Elvery
- 1928 : L'Arche de Noé (Noah's Ark) de Michael Curtiz : Hilda
- 1928 : Taxi 13
- 1928 : Outcast : Mable
- 1928 : Riley the Cop : Lena Krausmeyer
- 1929 : Stark Mad : Mrs. Fleming
- 1929 : Le Chant du désert (The Desert Song) : Susan
- 1929 : House of Horror : Louise
- 1929 : Hot Stuff : Tante Kate
- 1929 : Hot Lemonade
- 1929 : La Revue en folie (On with the Show!), d'Alan Crosland : Sarah Fogarty
- 1929 : Hard to Get : Ma Martin
- 1929 : Night Club
- 1929 : Faro Nell : Faro Nell
- 1929 : The Show of Shows de John G. Adolfi
- 1929 : The Broadway Hoofer : Jane

### Années 1930

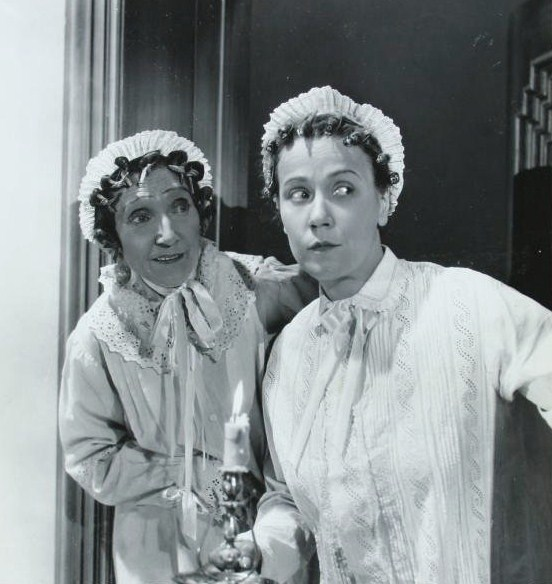
Avec Carrie Daumery (à g.) en 1934 (photo promotionnelle pour Cœur de tzigane (Caravan).

- 1930 : No, No, Nanette de Clarence G. Badger : Sue Smith
- 1930 : So This Is Paris Green
- 1930 : Wide Open : Agatha Hathaway
- 1930 : Loose Ankles : Tante Sarah Harper
- 1930 : The Bearded Lady : Mlle Rosa, la femme à barbe
- 1930 : High Society Blues : Mrs. Granger
- 1930 : Spring Is Here de John Francis Dillon : Emily Braley
- 1930 : Bride of the Regiment de John Francis Dillon : Teresa
- 1930 : Rain or Shine : Frankie, la Princesse
- 1930 : Présentez armes (Leathernecking) : Hortense
- 1930 : Pure and Simple de Lewis R. Foster
- 1930 : A Fall to Arms
- 1930 : Too Hot to Handle de Lewis R. Foster
- 1930 : Nuits viennoises (Viennese Nights) d'Alan Crosland : Gretl Kruger
- 1931 : The Itching Hour
- 1931 : Second Hand Kisses
- 1931 : Gun Smoke : Hampsey Dell
- 1931 : Misbehaving Ladies : Tante Kate Boyd
- 1931 : Blondes Prefer Bonds
- 1931 : Forbidden Adventure ou Newly Rich de Norman Taurog : Maggie Tiffany
- 1931 : The Mad Parade : Fanny Smithers
- 1931 : Rumba d'amour (The Cuban Love Song) : Elvira
- 1932 : Running Hollywood
- 1932 : Racing Youth : Daisy Joy
- 1932 : Union Wages
- 1932 : Une fois dans la vie (Once in a Lifetime (en)) : Helen Hobart
- 1932 : Hesitating Love
- 1932 : The Unwritten Law : Lulu Potts
- 1933 : Hunting Trouble
- 1933 : Stung Again
- 1933 : Out of Gas
- 1933 : Alice au pays des merveilles de Norman Z. McLeod  : La Reine blanche
- 1934 : Mountain Music
- 1934 : Wonder Bar de Lloyd Bacon et Busby Berkeley : Mrs. Pansy Pratt
- 1934 : Cœur de tzigane (Caravan) d'Erik Charell: Miss Opitz
- 1935 : The Winning Ticket : Nora Tomasello
- 1935 : Un drame au casino (The Casino Murder Case) d'Edwin L. Marin : Becky, la bonne
- 1935 : Le Gondolier de Broadway (Broadway Gondolier) de Lloyd Bacon : Mrs. Flaggenheim
- 1935 : Bad Boy : Mrs. Harris
- 1935 : La Veuve de Monte-Carlo (The Widow from Monte Carlo) d'Arthur Greville Collins : Rose Torrent
- 1936 : Colleen : Aunt Alicia Ames
- 1936 : Doughnuts and Society de Lewis D. Collins : Kate Flannagan
- 1936 : I Married a Doctor (en) d'Archie Mayo : Bea Sorenson
- 1937 : Ready, Willing and Able : Clara Heineman
- 1937 : Après (The Road Back) de James Whale : Angelina
- 1937 : Mountain Music : Hillbilly Woman
- 1937 : Bataille de dames (Ever Since Eve) de Lloyd Bacon : Abigail Belldon, Freddy's Publisher
- 1937 : Merry Go Round of 1938 : Mrs. Penelope Updike
- 1937 : First Lady, de Stanley Logan : Mrs. Lavinia Mae Creevey
- 1938 : Swing Your Lady de Ray Enright : Sadie Horn
- 1938 : Down on the Farm : Tante Ida
- 1939 : La Vieille Fille (The Old maid) d'Edmund Goulding : Dora